# Дезоморфин
Дезоморфи́н (Permonid, «крокодил») — 7,8-дигидро-6-дезоксиморфин, полусинтетический опиоидный наркотический анальгетик.

## История
Был открыт и запатентован немецкой командой, работавшей на Knoll Pharmaceuticals, в 1920 году, но не получил широкого распространения. Позже, в 1932 году, он был синтезирован Линдоном Фредериком Смоллом. Смолл также успешно запатентовал его в 1934 году в США.
Впервые был получен при поиске заменителей морфина взаимодействием кодеина с тионилхлоридом и последующим восстановлением полученного промежуточного продукта. Не получил широкого распространения в медицинской практике.

Путь химического синтеза дезоморфина, использованный при его первом получении.

В конце 1930-х годов на Западе были предприняты попытки получить на основе морфина новые лекарственные средства с мощным обезболивающим действием, не вызывающие наркотической зависимости. Изменяя структуру молекулы морфина, ученые получили несколько фармакологически активных веществ, наиболее перспективными из которых были дезоморфин (США, 1932) и метадон (Германия, 1937).

## Медицинское применение
Дезоморфин ранее использовался в Швейцарии для лечения сильной боли. В 1981 году его медицинское использование было прекращено, в последние годы до этого он использовался для лечения единственного пациента в Берне, с редким заболеванием. Хотя было установлено, что дезоморфин действует быстрее и эффективнее морфина для быстрого облегчения сильной боли, его меньшая продолжительность действия и относительно более сильное угнетение дыхания, возникающее при эквивалентных дозах, а также высокая частота других побочных эффектов, таких как артериальная гипотензия и острая задержка мочи, были сочтены перевешивающими любые потенциальные преимущества.
|                                       | Дезоморфин      | Морфин          |
| ------------------------------------- | --------------- | --------------- |
| Средняя длительность болеутоления     | 2 часа 25 минут | 3 часа 7 минут  |
| Удовлетворённость болеутолением       | 96.4% пациентов | 94.0% пациентов |
| Наступление сна от препарата          | 91.8% пациентов | 80.5% пациентов |
| Средняя длительность сна от препарата | 2 часа 7 минут  | 2 часа 36 минут |

## Немедицинское применение

### Распространение в России
Наркомания, вызываемая употреблением кустарно изготовленного дезоморфина, имеющего в России неформальное название «крокодил», «электроширка», «crazy russian drug», получила широкое распространение после 2000 года и особенно стремительно стала распространяться после 2005 года. Хотя наркотик и использовался в провинциальных городах ещё в начале 1990-х, широкое распространение он получил позже; он уступал героину в плане популярности примерно до конца 1990-х годов и был «героином для бедняков».
Изготавливают дезоморфин в домашних условиях из кодеиносодержащих лекарств, с применением кристаллического йода и красного фосфора.
По данным Федеральной службы Российской Федерации по контролю за оборотом наркотиков (ФСКН России), если в 2007 году дезоморфин эпизодически потребляли в 19 субъектах Российской Федерации, то в 2009 году его потребление стало регулярным уже в 60 регионах. С 2009 года количество конфискованного в России дезоморфина увеличилось в 23 раза. О росте количества дезоморфиновых наркоманов косвенно свидетельствовал и резкий рост продаж кодеиносодержащих препаратов. По данным территориальных органов ФСКН России Уральского федерального округа, в 2007 году аптечными учреждениями округа реализовано 4,2 млн упаковок кодеиносодержащих препаратов, в 2008 году — 4,9 млн упаковок (+18 %), в 2009 году — 6,7 млн упаковок (+36 %), в 2010 году — 12 млн упаковок (+79 %). Итого в срок с 2007 по 2010 год продажи кодеиносодержащих препаратов выросли почти в 3 раза.
Глава ФСКН Виктор Иванов утверждал, что почти две трети аптечных кодеиносодержащих препаратов востребованы наркопотребителями. Рост продаж кодеиносодержащих препаратов абсолютно коррелирует с ростом числа ежегодно ликвидируемых ФСКН наркопритонов, занятых переработкой этих лекарств в дезоморфин, преимущественно в квартирном секторе. Объёмы ежемесячно изымаемого ФСКН дезоморфина за последние два с половиной года возросли в 60 раз. В отдельных регионах до 90 % впервые выявленных наркоманов — это потребители дезоморфина.
Лица, страдающие наркотической зависимостью, а также сотрудники ФСКН сходятся во мнении, что причиной всплеска дезоморфиновой наркомании примерно с 2005 года стала доступность сырья и лёгкость кустарного производства упомянутого вещества на фоне высокой стоимости и дефицита качественного героина.
По данным УФСКН по Республике Татарстан после введения запрета на безрецептурный отпуск кодеиносодержащих препаратов из аптек наблюдается резкое снижение употребления дезоморфина.
В марте 2014 года было объявлено, что рынок дезоморфина в России практически уничтожен.

### Распространение в странах Запада
В 2013 году в США зарегистрированы случаи употребления наркотика в штате Аризона и в городе Джолиет, штата Иллинойс. В 2012 году норвежская полиция расследовала появления дезоморфина на улицах города Тромсё. Бельгийский портал DH.be в 2011 году писал, что наркотик употребляют в Нидерландах и Бельгии. Случай употребления «крокодила», или «крока», как называют его немцы, был зафиксирован в немецком городе Бохуме.

### Последствия употребления
Дезоморфин оказывает выраженное токсическое воздействие на организм — поражаются внутренние органы, сердечно-сосудистая система, головной мозг. От употребления дезоморфина у человека происходит разрушение иммунной системы. У трети дезоморфиновых наркоманов регистрируется гепатит C.
Поскольку кустарно приготовленный препарат имеет в себе много примесей и часто эти примеси убрать в домашних условиях практически невозможно, дезоморфин вводится зачастую сразу после получения или «варки», результатом длительного употребления дезоморфина часто становится серьёзное повреждение тканей тела, флебит, гангрена и множественные некрозы тканей нередко приводящие к ампутации конечностей. Степень их поражения является настолько высокой, что ожидаемая продолжительность жизни наркоманов-дезоморфинщиков в результате этого составляет от 1 до 2 лет, особенно если учесть распространённость в их среде ВИЧ-инфекции.

## Регулирование
Оборот дезоморфина в России запрещен, поскольку он включен в Список I «Перечня наркотических средств, психотропных веществ и их прекурсоров».
С 1 июня 2012 безрецептурная продажа кодеиносодержащих препаратов на территории России запрещена. В некоторых регионах РФ (Калужская область, Республика Алтай) продажа таких препаратов без рецепта запрещена региональными властями ранее, ещё в 2011 году.
В Западной Европе кодеиносодержащие препараты, необходимые для приготовления дезоморфина, отпускаются только по рецепту.
В США дезоморфин контролируется с 1936 года, входит в Список 1 «Акта о контролируемых веществах», поскольку, по мнению FDA, не имеет медицинского применения в США. В 2014 году ежегодная квота на производство дезоморфина (в виде гидрохлорида и сульфата) составляла 5 граммов.